# 蛇油

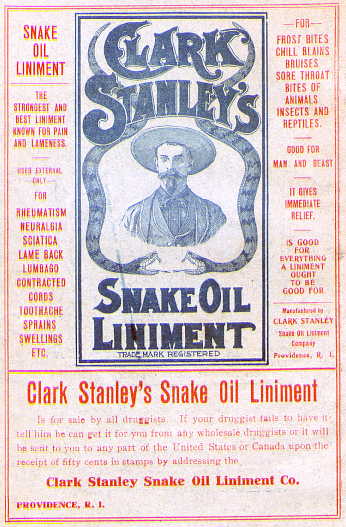

蛇油（英語：Snake oil）是一種從中國水蛇的脂肪中萃取出來的中藥。這是一種發紅劑／藥膏，用於緩解身體輕微的疼痛。
而在英语俚語中的「蛇油」，意思是指被誇大成效的一種藥物。

## 外部連結
- 拉克希米·甘地. . Code Switch (全國公共廣播電台). 2013-08-26  [2018-04-19]. （原始内容存档于2015-04-30）.
- . The Free Dictionary. （原始内容存档于2021-03-06） （英语）.